# 埃尔奥连特
埃尔奥连特 厄瓜多尔东部行政区。由厄瓜多尔安第斯山脉东坡和亚马逊河流域中的雨林低地组成。北临圣米格尔河和普图马约河，东、南两面与秘鲁接壤。面积约13万平方千米，包括几乎没有开发的和尚未开发的热带森林。居民很少，大多住在河流沿岸的小村庄中。居民中印第安人为数较多，大部分为文盲。主要经济资源有木材和石油，但开采量很小。